# Marismeña (race bovine)
La marismeña est une race bovine espagnole. Elle porte aussi le nom de doñana.

## Origine
Elle provient des marais du parc national de Doñana en Andalousie. C'est une race locale d'origine inconnue : elle pourrait être directement issue de l'aurochs sauvage local, maintenu en population quasi sauvage dans le milieu marécageux, ou provenir du croisement de bovins noirs locaux avec des toro de Lidia, la race des taureaux de corridas.
Son usage le plus ancien est la fourniture de viande par chasse de bovins sauvages.

## Aptitudes
C'est une race très rustique, adaptée à son environnement méditerranéen en zone humide. 